# Sanningsbarriären
Sanningsbarriären är en diktsamling av poeten Tomas Tranströmer utgiven 1978.
Samlingen är Tomas Tranströmers åttonde och innehåller omväxlande dikter och prosadikter. Porträttdikten ”Schubertiana” (2.1) om den österrikiske tonsättaren Franz Schubert vittnar om hans stora intresse för musik.

## Innehåll

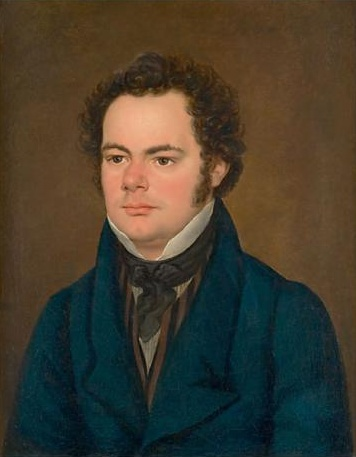
Franz Schubert c:a 1827, porträtt av Anton Depauly.

I
- Citoyens[3]
- Övergångsstället
- Gläntan
- Början på senhöstnattens roman
- Till Mats och Laila
- Från vintern 1947

II
- Schubertiana[1]

III
- Galleriet

IV
- Minusgrader[4]
- Båten – byn
- Svarta bergen
- Hemåt
- Efter en lång torka
- Skogsparti
- Funchal

## Ljudbok
I ljudboken Tomas Tranströmer läser 82 dikter ur 10 böcker 1954–1996 läser författaren dikterna ”Övergångsstället” (1.2), ”Gläntan” (1.3), ”Schubertiana” (2.1), ”Galleriet” (3.1) och ”Funchal” (4.7).